# شيفاجي ديف
شيفاجي ديف هو منتج أفلام وممثل هندي، ولد في 20 سبتمبر 1989 بتشيناي في الهند.